# Dansk Sløjdforening
Dansk Sløjdforening (1886–1918) var den første af de faglige foreninger, der har virket fra de to sløjdlærerskolers oprettelse i 1886 til i dag. Det var Askov Sløjdlærerskole og Dansk Sløjdlærerskole.
På dette sted vil vi kort sammenfatte, hvilke faglige sløjdforeninger der har været:
- 1886–1918 Dansk Sløjdforening
- 1887–1898 Dansk Sløjdlærersamfund
- 1898–1978 Dansk Sløjdlærerforening (for Dansk Skolesløjd)
- 1902–1978 Sløjdforeningen af 1902 (for Askov Skolesløjd)
- 1919— Københavns Kommuneskolers Sløjdlærerforening
- 1932— Læreruddannelsens Sløjdlærerforening
- 1978— Danmarks Sløjdlærerforening – http://www.sloejd.dk/
- 2009— Foreningen Materiel Design (for læreruddannelsens lærere)

Dansk Sløjdforening blev stiftet 26. februar 1886 på initiativ af Herman Trier og Aksel Mikkelsen, der begge efterfølgende har været forstandere på Dansk Sløjdlærerskole. Foreningens formål var at virke for indførelsen af sløjd som skolefag og yde økonomisk støtte til skrifter om sløjd. I perioden 1905–1918 udgav foreningen »Meddelelser fra Dansk Sløjdlærerforening«, som fra 1912 og frem samtidig var medlemsblad for Dansk Sløjdlærerforening.
Da foreningen blev nedlagt ved generalforsamlingsbeslutning i 1918, blev dens ejendele overdraget til Dansk Sløjdlærerskole.